# Conclave de 1492
El conclave de 1492 va triar a Roderic de Borja que exercí de pontífex de l'Església Catòlica entre 1492 i 1503. Hi partciparen set cardenals, dos d'ells eren cardenals "in pectore", és a dir elegits, però no proclamats tot i que el conclave els va ser acceptat, com s'havia fet en altres ocasions.

## Cardenals assistents
Els cardenals presents al conclave eren tots italians, excepte Borja i Costa.
- Roderic de Borja, Valencià, vicecanceller, Nebot del Papa Calixt III.
- Giovanni Michiel, Venecià, nebot el Papa Pau II.
- Oliviero Carafa, de noble família de Nàpols.
- Jorge da Costa, Cardenal de Lisboa, el més ric del cardenals.
- Antonio Pallavicini Gentili.
- Girolamo Basso della Rovere, nebot del papa Sixt IV.
- Domenico della Rovere, nebot del papa Sixt IV, germà de l'anterior.
- Giuliano della Rovere, genovès, futur Papa Juli II.
- Paolo Fregoso.
- Giovanni Conti.
- Giovanni Giacomo Schiaffinati
- Ardicino della Porta.
- Lorenzo Cybo de Mari, nebot del papa Innocenci VIII.
- Francisco Piccolomini, nebot del Papa Pius II, futur papa Pius III.
- Raffaele Riario, parent de Sixt IV.
- Giovanni Colonna.
- Giovanni Battista Orsini.
- Giambattista Savelli.
- Giovanni dei Mèdici, fill de Llorenç el Magnífic, futur papa Lleó X.
- Giambattista Zeno, nebot del Papa Pau II.
- Ascanio Maria Sforza-Visconti, el més jove dels cardenals, germà de Ludovico il Moro.

## Cardenals "in pectore"
- Maffeo Gherardo
- Federico Sanseverino

## Cardenals absents

Armes del Camarlenc

D'un total de 31 cardenals a la mort d'Innocenci VIII, quatre estaven absents a l'hora del conclave, eren:
- Lluís Joan del Milà i Borja, Cardenal dels Quatre Coronats, família de Roderic de Borja.
- Pedro González de Mendoza.
- André d'Espinay.
- Pierre d'Aubusson.

## El conclave
Entre els més "papables" trobem en primera instància a Caraffa, Costa i Ardicino della Porta, després es va especular amb Zeno i Piccolomini, però, Julián della Rovere era recolzat per França i Gènova els quals tenien tres-cents mil ducats d'or dipositats a Roma per usar-los en favor de la seva elecció com també el rei de Nàpols li donava suport amb les seves tropes a les portes de Roma. De Borja només es parlava com una remota possibilitat.
A la primera votació, els més anomenats van ser Caraffa i Costa, en la segona aquesta tendència va canviar cap della Rovere i Ascanio Sforza, aquest últim amb el suport de Borja però a causa del fet que el seu germà Ludovico "El Moro" Sforza tenia grans ambicions envers la " Ciutat Eterna ", Sforza va decidir donar el seu suport al vicecanceller qui finalment l'hauria acompanyat, però, si Sforza no podia ser elegit amb el suport de Borja, difícilment aquest últim podia ser elegit amb el suport de Sforza.
Les raons per les quals Borja no podia ser elegit eren, en primer lloc perquè era espanyol i en el conclave, a part d'ell, l'únic estranger era l'acabalat portuguès Costa que ja era considerat "papable"; segon, Borja era considerat enemic per França, Nàpols, Venècia i Florència a causa de la seva supremacia en l'Església que no era agradable per als Prínceps Temporals. Per exemple, si el feble papa Innocenci VIII va causar terribles maldecaps al rei de Nàpols, llavors l'enemic Borja era de témer.
A causa d'aquestes raons el vicecanceller no va intentar tan sols presentar el seu nom, ja que els altres dos cardenals espanyols no es trobaven en el conclave. Suposadament alguns consideren simoníaca l'elecció, però, si ho hagués estat, el cardenal della Rovere hauria estat elegit pel suport de grans Estats més rics que qualsevol dels altres.
El conclave finalment va triar per unanimitat [Un conclave aprova l'elecció quan s'obté els dos terços de tots els electors, en ell cas de Roderic de Borja el conclave va ser amb votació oral que es va obtenir els dos terços dels que estaven votant es va donar per conclosa l'elecció, sense importar la resta dels vots encara no emesos] al vicecanceller, ja que els cardenals van decidir que cap candidat recolzat per un altre Estat podia ser elegit perquè Roma quedaria subjugada sota el poder estranger, també van oblidar la memòria de Calixt III acusat de nepotisme perquè gairebé tots els integrants d'aquest conclave eren producte d'això. Una cosa que si necessitaven era un candidat fort i amb coneixements en els assumptes de l'església, a més independent de la resta dels Estats i en aquests aspectes, Roderic encaixava a la perfecció, a més cal destacar que entre tots els cardenals, en administració i forces ell era el millor, de tal forma va ser elegit l'11 d'agost de 1492, per ser coronat amb la "triple corona" el diumenge 16 d'agost pel primer cardenal diaca Francisco Piccolomini, adoptant el nom d'Alexandre VI, no només per Alexandre el Gran, perquè no li era molt favorable a causa del seu caràcter guerrer, sinó que també pel papa Alexandre III qui va obligar a Federico Barbarroja a respectar l'Església de Roma.